# Выше стропила, плотники
«Выше стропила, плотники» (англ. Raise High the Roof Beam, Carpenters) — повесть американского писателя Джерома Сэлинджера, входит в цикл о семействе Гласс. Впервые была опубликована в журнале «Нью-Йоркер» в 1955 году, затем была издана в 1963 году одной книгой с повестью «Симор: Введение».

## Название
Название повести является цитатой из эпиталам (свадебных песней) древнегреческой поэтессы Сапфо: «Выше стропила, плотники! Входит жених, подобный Арею, выше самых высоких мужей». В повести одна из главных героинь по имени Бу-бу написала обмылком эти слова на зеркале ванной, приветствуя тем самым женитьбу своего брата Симора.

## Сюжет
Рассказ ведётся от имени рядового армии США Бадди Гласса, который в мае 1942 года едет на церемонию бракосочетания своего старшего брата Симора в Нью-Йорк.
Автор повести использует приёмы ретроспективы и монтажа. Повесть начинается со своеобразного введения — воспоминаний Бадди Гласса, в которых рассказывается, как семнадцатилетний Симор читал своей десятимесячной сестре Фрэнни даосскую легенду о человеке, умевшем выбирать лошадей.
Затем Бадди перечисляет основные вехи истории семейства Глассов — дети в многодетной семье четы комических актёров принимали участие в радиопрограмме «Умный ребёнок». Звездой программы был не по годам развитый Симор. Тут же Бадди, забегая вперёд сообщает, что в 1948 году Симор покончил жизнь самоубийством.
Бадди получает письмо своей сестры Бу-бу, в котором та сообщает ему о решении Симора жениться и просит его приехать на церемонию, так как, тоже являясь военнослужащей, присутствовать не сможет. Бадди получает кратковременный отпуск и, несмотря на то, что он болен пневмонией, едет в Нью-Йорк.
Сэлинджер показывает Симора с двух точек зрения: таким, каким он предстает в восприятии окружения своей невесты Мюриэль Феддер, и таким, каким его видит Бадди. Для знакомых Мюриэль и её родственников Симор — человек странный и психически неуравновешенный. Для Бадди — Симор гуру, великий поэт и провидец, патриарх семьи. Композиционно повесть построена в виде непрекращающегося диалога между миром невесты и миром семьи Глассов.
Прибыв в 3 часа дня в дом, где должна была состояться церемония, Бадди вместе с остальными гостями и невестой прождал более двух часов, однако жених так и не появился. Наконец невенчанная невеста под сочувственными взглядами всех гостей села в автомобиль и уехала домой. Остальным гостям было предложено разъезжаться на автомобилях кортежа по своим делам. Случайно Бадди сел в один из автомобилей и оказался в компании разъярённой подруги невесты Эди Бервик, её мужа лейтенанта-лётчика Боба. Кроме них в машине оказалась тётя невесты — Элен Силсберн и глухонемой дядя отца невесты. Машина направлялась домой к невесте, где Эди Бервик должна была утешать Мюриэль, а Бадди надеялся узнать, где Симор и что произошло. Однако машина попала в пробку из-за проходящего военного парада.
Бадди вынужден выслушивать, какого мнения о его брате подружка невесты, однако вступаться за Симора не имеет смысла — слишком много следовало бы объяснять этим людям, да и к тому же Бадди уверен — они всё равно ничего не поймут. Единственный, кто симпатизирует Бадди — это глухонемой дядя невесты, который, по-видимому, ничего не понимает в происходящем.
Наконец подружке невесты удаётся дозвониться домой к Мюриэль, и вся компания узнаёт, что жених нашёлся, он почему-то ждал невесту у неё дома. Как только невеста с родителями вернулась домой с несостоявшейся церемонии, «Мюриель вдруг схватила чемоданчик, и они тут же уехали, вот и все». Мюриель уехала с женихом, а свадьба «…или, как это там называется, когда жених с невестой уж скрылись» идёт полным ходом.

## Интересные факты
Книгу, в которой опубликован данный рассказ, имели при себе в момент убийства убийцы-фанатики Роберт Бардо, который убил Ребекку Шеффер, и Марк Чепмен, который убил Джона Леннона.